# Nathalie Cabrol

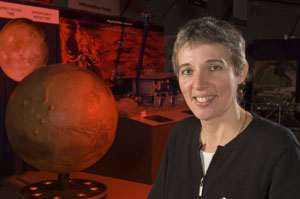
Nathalie Cabrol (2007)

Nathalie A. Cabrol (* 30. August 1963) ist eine französisch-US-amerikanische Astrobiologin und Planetologin. Sie untersucht ehemalige Seen auf dem Mars und leitet Forschungs-Expeditionen in den chilenischen Zentral-Anden im Rahmen des High Lakes Project des NASA Astrobiology Institute (NAI).

## Herkunft und Karriere
Cabrol wurde 1963 in der Nähe von Paris geboren. Sie studierte an der Universität Paris-Nanterre und der Universität Paris 1 Panthéon-Sorbonne, wo sie 1991 zur Ph.D. promovierte. 1986 konnte sie sich als erste Forscherin intensiv mit dem Gusev-Krater auf dem Mars befassen. Der russische Geologe Valeri Barsukov (1928–1992) von der Sowjetischen Akademie der Wissenschaften wurde auf sie aufmerksam und lud sie zu Vorträgen nach Moskau ein.
Von 1985 bis 1994 forschte Cabrol zusammen mit ihrem Ehemann, dem Hydrogeologen Edmond Grin, auf dem Gebiet der Planetengeologie an der Sorbonne und dem Pariser Observatorium in Meudon südwestlich von Paris. Als ihr Labor 1994 geschlossen wurde, wechselte sie auf Vermittlung des Planetologen Chris McKay noch im selben Jahr als Postdoc-Forscherin der NASA in die USA. Sie und ihr Ehemann blieben und wurden US-Bürger. 1998 wurde sie über das Search for Extraterrestrial Intelligence (SETI) Vertragspartnerin der NASA, wo sie nun ihre Mars-Forschung fortsetzte. Am 7. August 2015 wurde sie zur Direktorin des Carl Sagan Center am SETI ernannt.

## Forschungsprojekte

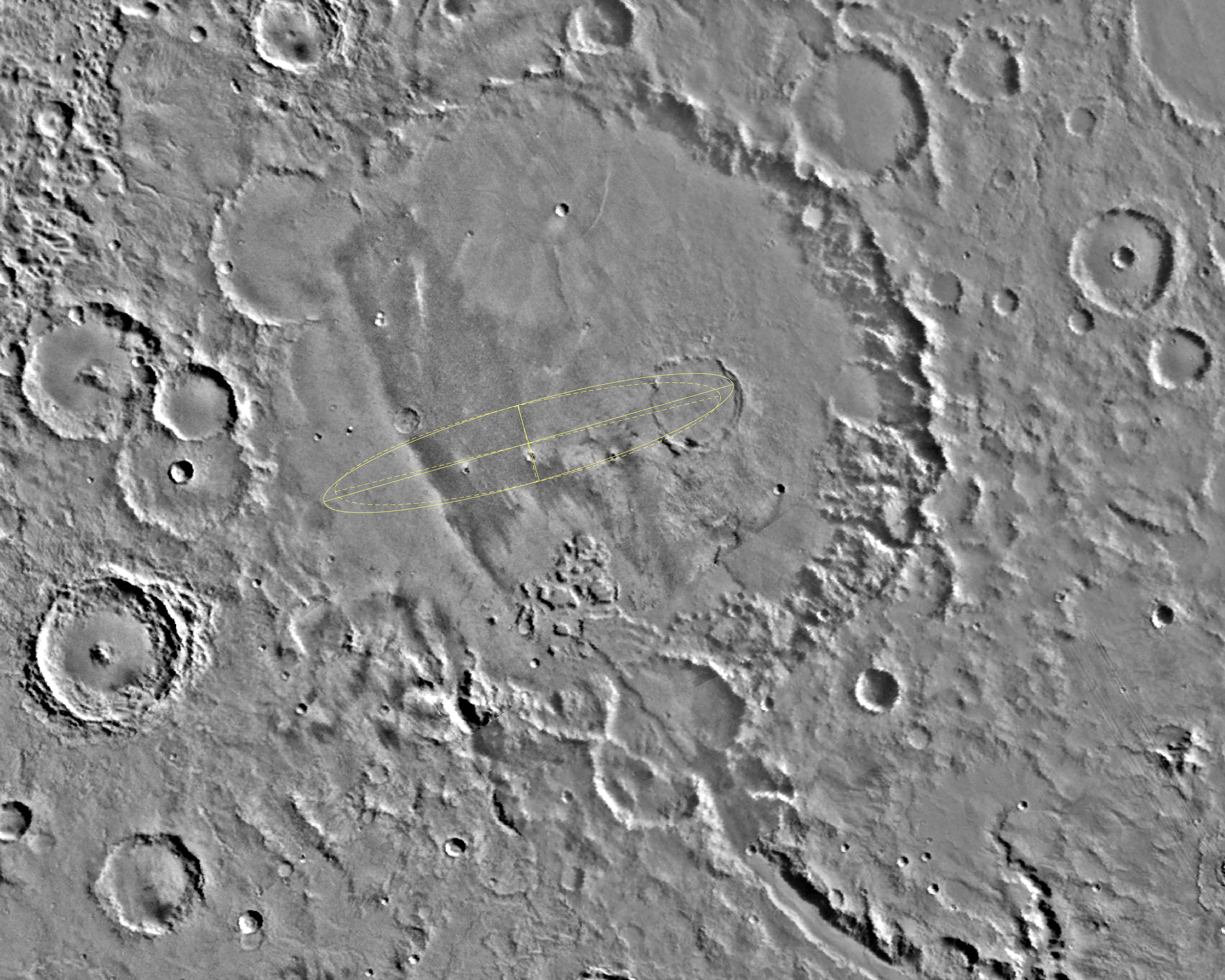
Gusev-Krater mit dem Landebereich von Spirit

Nathalie Cabrol war führend an der Wahl des Gusev-Kraters als Landeplatz der NASA-Raumsonde Spirit mit dem gleichnamigen Rover auf dem Mars (2003/2004) beteiligt.
Sie war Forschungsleiterin (science principal investigator/PI) beim NASA Nomad rover field experiment (1997) und anderen Projekten des NASA-Programms Astrobiology Science and Technology for Exploring Planets (ASTEP) wie Life in the Atacama (2003–2006) und Subsurface Life in the Atacama (2011–2015) und Planetary Lake Lander project (2011–2015), welches den Effekt von Eisschmelze auf planetare Seen untersuchte mit Techniken, die für die Erforschung des Saturnmondes Titan entwickelt wurden.

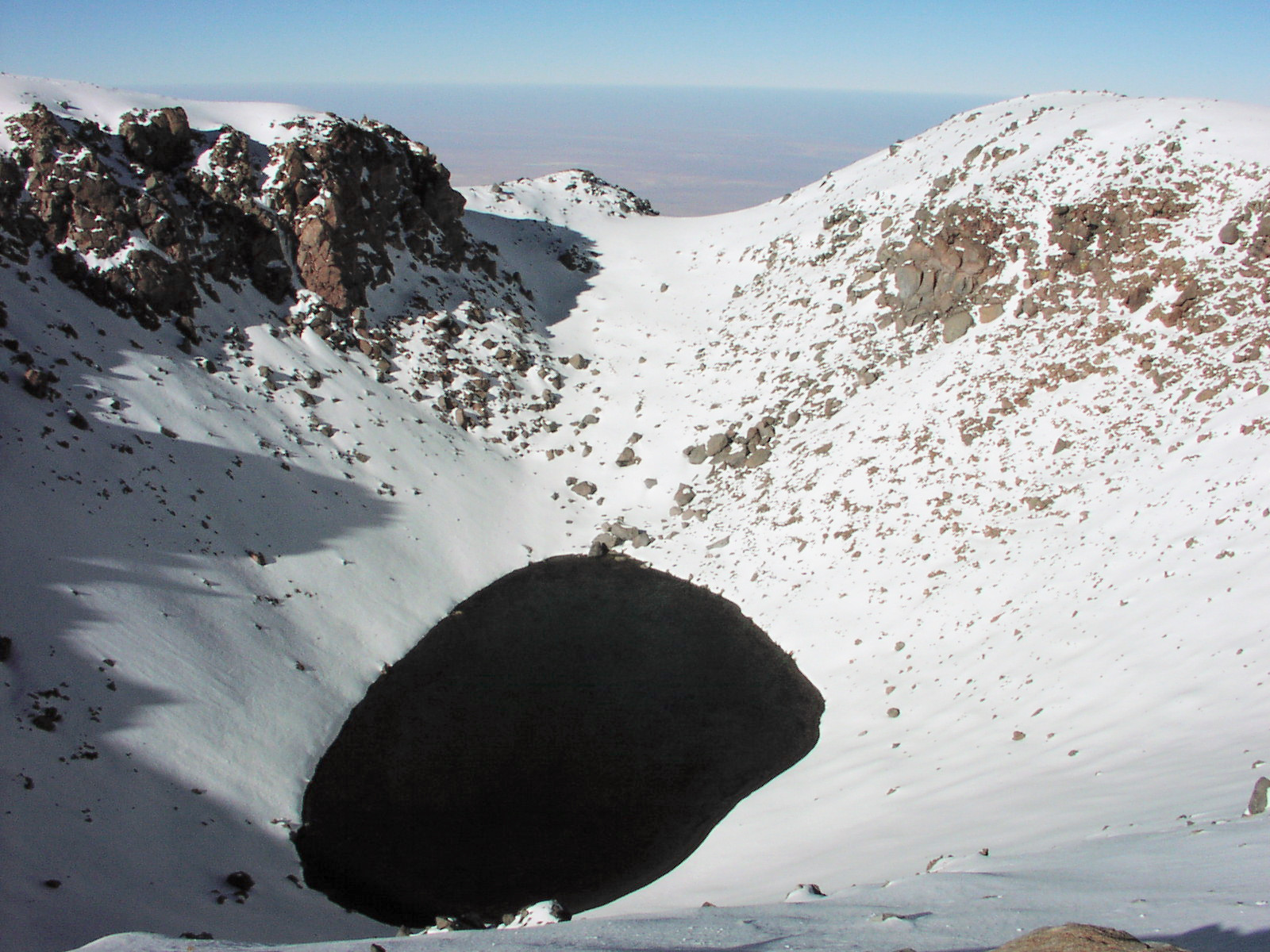
Licancabur Kratersee

Seit Januar 2015 war sie PI des Teams am NASA Astrobiology Institute (NAI), das den Einfluss von schnellen Umweltveränderungen auf die Habitabilität und mögliche Biosignaturen auf dem Mars erforschte. Sie untersuchte Hochgebirgsseen in den Anden, wo Umweltbedingungen analog zum frühen Mars herrschen. So bestieg sie mit ihrem Team den 5920 m hohen inaktiven Vulkan Licancabur, der vielfältige Möglichkeiten für Untersuchungen bietet, darunter auch Apnoe-Tauchgänge im Licancabur-Kratersee. Das wissenschaftliche Ziel war die Suche nach extremophilen Microben, die trotz dieser rauen Umweltbedingungen überleben können. Cabrol fand eine große Vielfalt an Lebensformen, darunter noch unbekannte Arten und ein ausgedehntes Feld mit Stromatolithen. Durch ihre Tauchgänge stellte sie dabei einen inoffiziellen Frauen-Weltrekord für die größte Höhe im Apnoe- und Gerätetauchen auf.
Sie war auch Forschungsleiterin des NAI-Teams, welches im Oktober 2014 ausgewählt wurde, um neue Untersuchungsmethoden für Biosignaturen und Forschungsstrategien zur Unterstützung der nachfolgenden Mars 2020-Mission zu entwickeln.

## Veröffentlichungen
Cabrol veröffentlichte über 400 peer-reviewte Fachartikel.
Mit ihrem Ehemann Edmond Grin schrieb sie zwei Bücher:
- La recherche de la vie dans l'univers, QUE SAIS JE (2000) ISBN 978-2-13-051020-8
- Lakes on Mars, Elsevier Science (2010) ISBN 978-0-444-52854-4

## Rezeption
Über Cabrols Arbeit wurde in Büchern wie Magnificent Mars (2003) von Ken Croswell und Water on Mars and Life (2004) von Tetsuya Tokano berichtet. Im New York Times Sunday Magazine vom 22. März 2018 wurde ein großes Porträt von Helen Macdonald über sie veröffentlicht, In Her Orbit: Nathalie Cabrol Searches the Earth for the Secrets of Life on Mars, in dem auch ihre Hochgebirgsexpeditionen in den Anden einem breiten Publikum vorgestellt wurde.

## Ehrungen (Auswahl)
Neben einer Reihe von NASA- und anderen Forschungs-Awards:
- 2005 Air and Space Woman of Discovery der gemeinnützigen Organisation WINGS WorldQuest[4]
- 2007 Carey Fellow
- 2012 International Women Leadership Association Award
- 2016 Aufnahme in die California Academy of Sciences